# تكبير (بصريات)

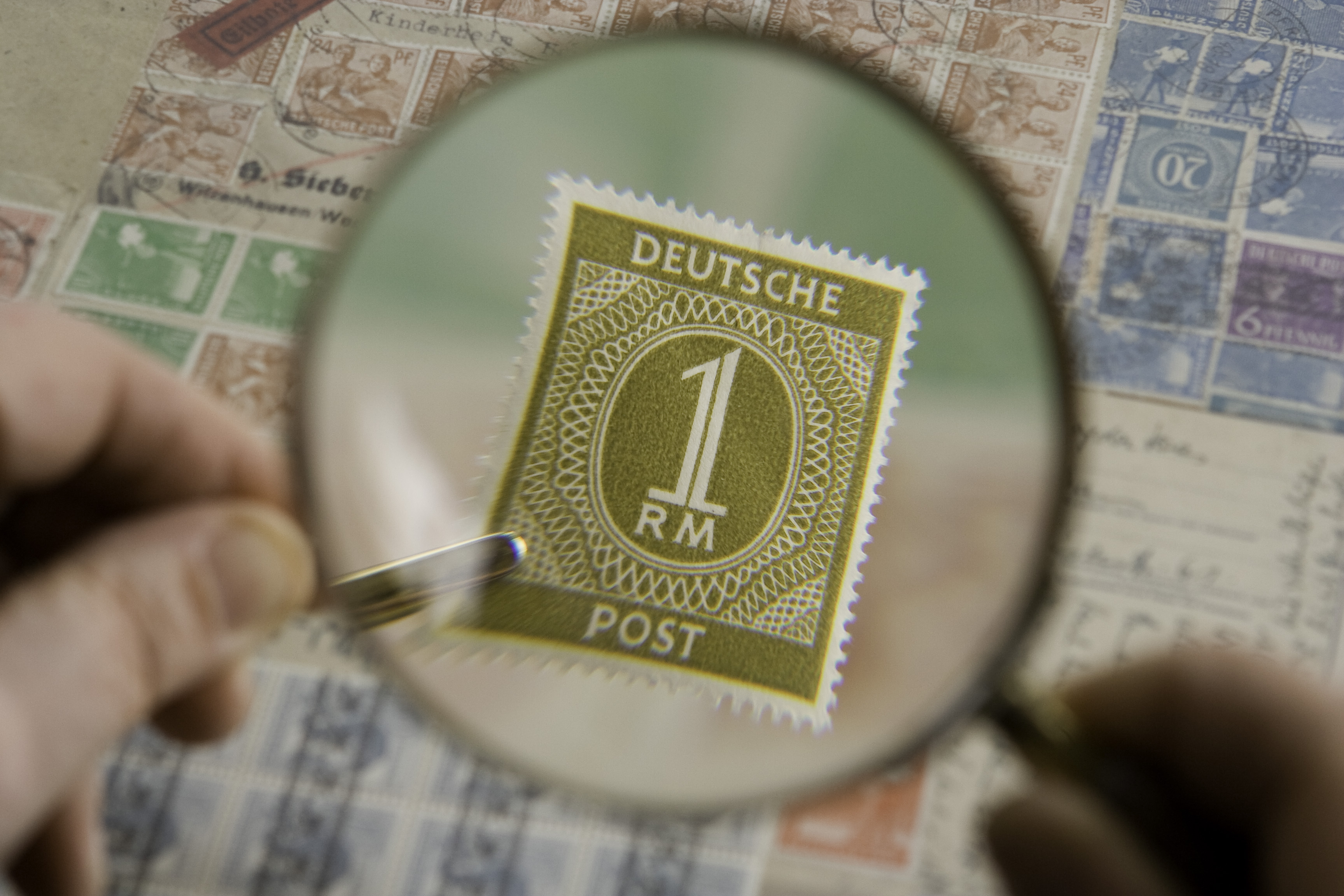
الطابع يبدو أكبر عند استخدام عدسة مكبرة

التكبير في علم البصريات عملية تزيد من حجم الجسم على مستوى بصري وليس مادي. التكبير يعبر عنه برقم يصف درجة التكبير. عندما يكون هذا الرقم أقل من واحد: هذا يشير إلى عملية تصغير للشكل بالنسبة لحجمه الحقيقي، مصطلح التكبير عادة ما يستخدم لتقديم تفاصيل أكثر وضوحا لصورة الشكل. وهذا عن طريق زيادة دقة الزاوي، وباستخدام تقنيات ضوئية، وطباعة، أو من خلال عمليات رقمية. وفي جميع الأحوال، التكبير لا يغير أو يشوه منظور الصورة.